# The Whispered Name
The Whispered Name er en amerikansk stumfilm fra 1924 instrueret af King Baggot.

## Medvirkende
- Ruth Clifford som Anne Gray
- Charles Clary som Lagdon Van Kreel
- W.E. Lawrence som Robert Gordon
- Mary Mersch som Marcia Van Kreel
- John Merkyl som Craig Stephenson
- Niles Welch som John Manning
- Hayden Stevenson som Fred Galvin